# Србица (община)

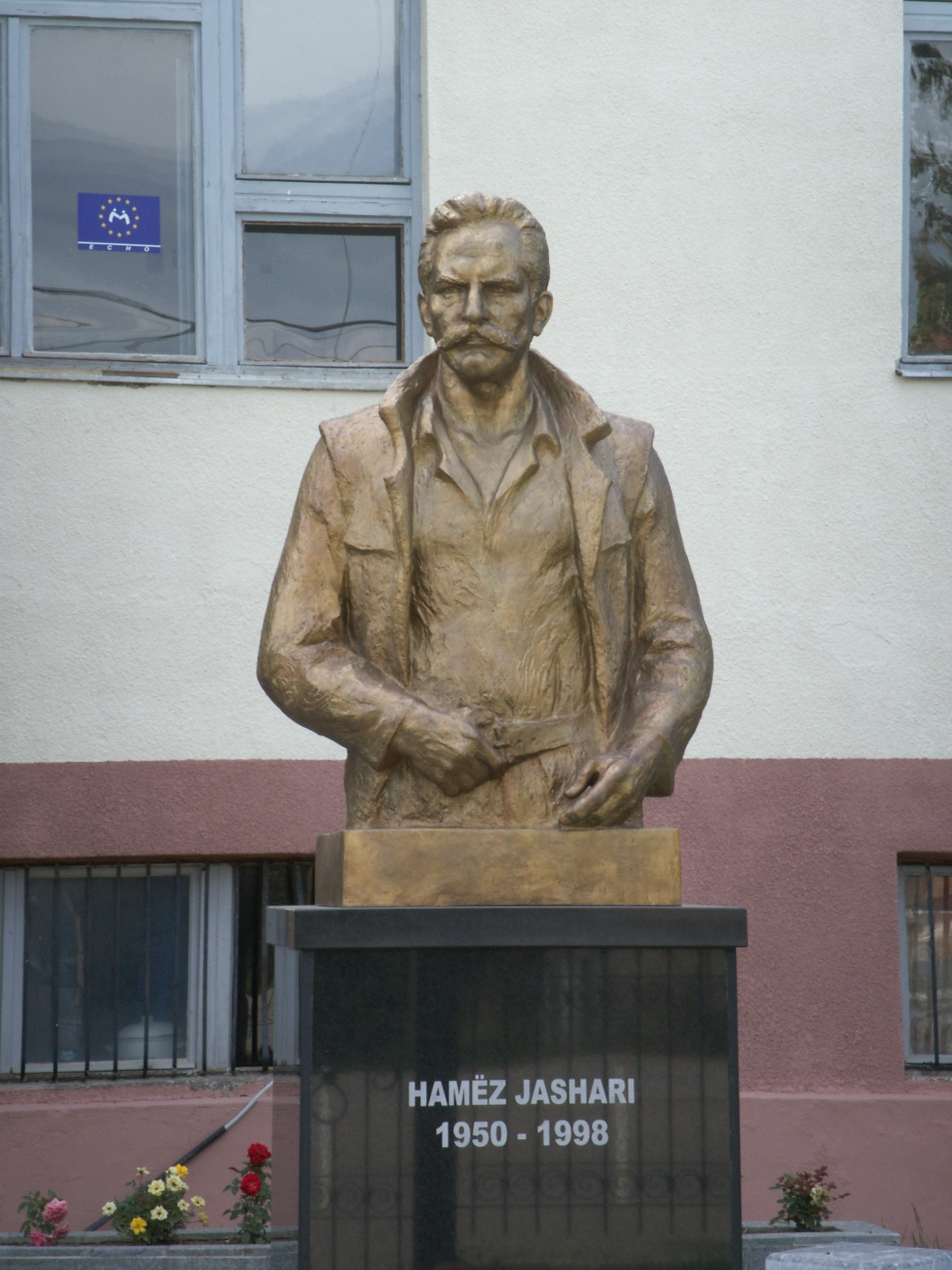
Памятник Хамезу Яшари в Србице

Србица / Скендерай (серб. Србица / алб. Skenderaj) — община в Косове, входит в Косовско-Митровицкий округ.
Занимаемая площадь — 374 км². Преобладает албанское население.
Административный центр общины — город Србица / Скендерай. Община Србица / Скендерай состоит из 50 населённых пунктов, средняя площадь населённого пункта — 7,5 км².